# Estación de Roma Ostiense
La estación de Roma Ostiense es una estación de ferrocarril ubicada en el distrito Ostiense de Roma, Italia, la tercera en importancia de la ciudad después de Roma Termini y Roma Tiburtina.
Es cabecera de la línea suburbana de Roma FL3 (Roma Ostiense ↔ Viterbo Porta Fiorentina) y una de las estaciones de las líneas FL1 (Orte ↔ Fiumicino Aeroporto), FL5 (Roma Termini ↔ Civitavecchia), de líneas regionales y de la traza Roma-Pisa. Además es un importante nodo de intercambio al ofrecer conexión con la línea B del metro de Roma (por su cercanía con la estación Piramide) y con la línea suburbana de ATAC Roma-Lido, en la adyacente estación Roma Porta San Paolo.
Es operada por Centostazioni, del grupo estatal Ferrovie dello Stato, que tiene bajo su órbita cerca de cien estaciones distribuidas en las veinte regiones italianas.
Fue construida en 1938, debido a la visita de Adolf Hitler y a la Exposición Universal de 1942 que nunca llegó a realizarse por la derrota italiana en la Segunda Guerra Mundial.
El edificio definitivo, que reemplazó al pabellón temporal que también había diseñado el arquitecto Roberto Narducci, fue inaugurado el 28 de octubre de 1940.
Al igual que muchos edificios de la época, tiene un estilo monumental, cubierta con travertino y el piso decorado con diseños en mosaico. El Salón Presidencial, compuesto por dos habitaciones en mármol con tragaluces de vidrio, fue diseñado para recibir personalidades destacadas.
Dispone de dos estacionamientos para vehículos particulares, uno subterráneo en Piazzale dei Partigiani y otro en superficie en Piazzale 12 de octubre de 1492.